# Zerguinho Deira
Zerguinho Deira (Paramaribo, 23 juli 2002) is een Surinaams voetballer die doorgaans speelt als middenvelder voor de Surinaamse club SV Transvaal.

## Carrière
Deira maakte in 2018 op zestien jarige leeftijd zijn debuut voor de Surinaamse club SV Transvaal. 
Hij speelt sinds 14 oktober 2018 ook voor zijn thuisland Suriname.